# Rusalija

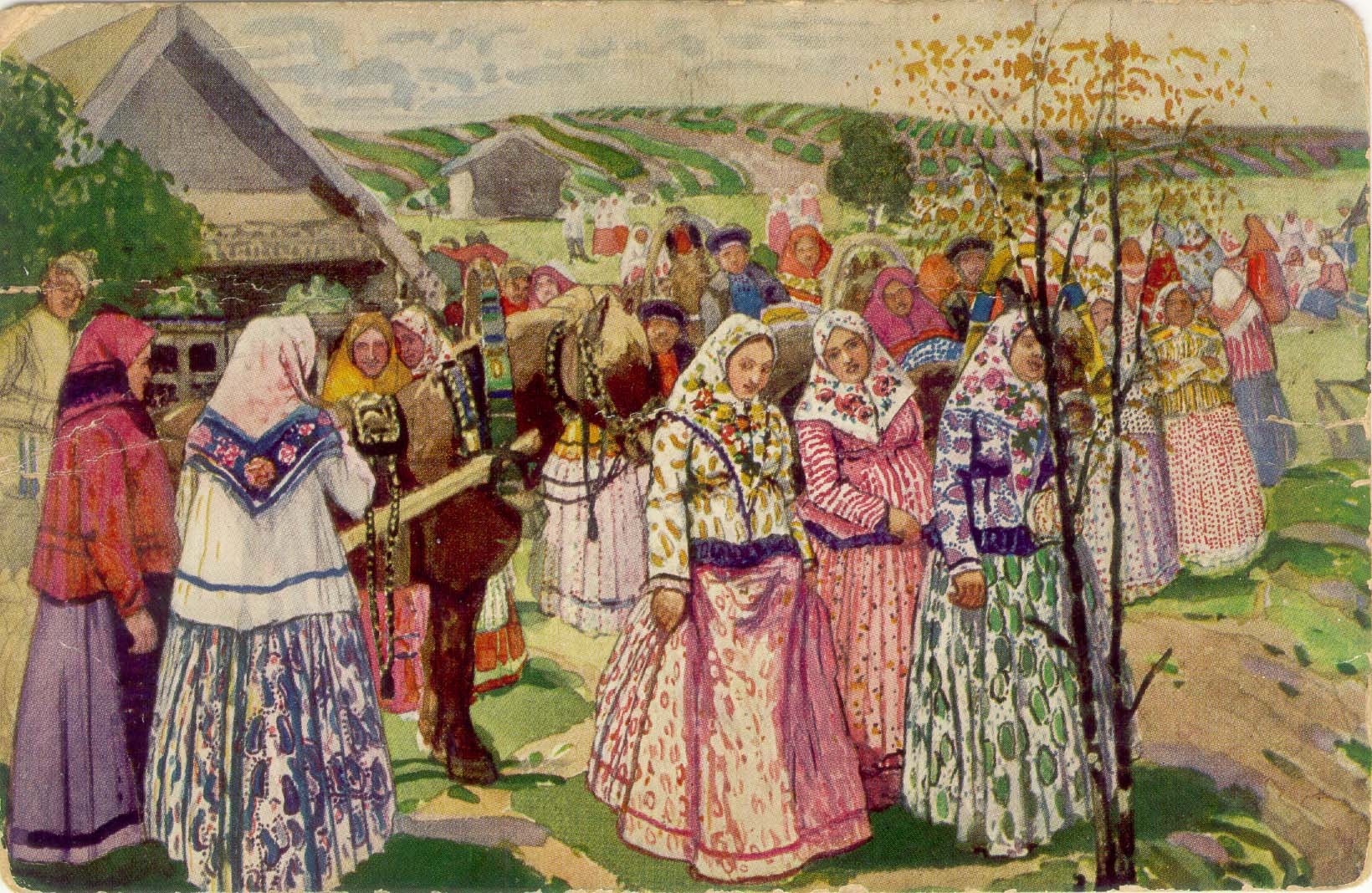
Dreieinigkeitsfest (1867)

Rusalija ist ein Komplex slawischer Sommerrituale. 
Es wurde 50 Tage nach Ostern gefeiert. Das Wort Rusalija leitet sich vom antiken römischen Rosenfest (23. Mai) ab, das als Fruchtbarkeitsfest in den heidnischen Volkskalender aufgenommen wurde. Weitere Bezeichnungen für das Fest sind Troiza (Dreieinigkeit) und Seljonyje swjatki (Grünes Fest). Frühe Erwähnungen des Festes finden sich in der Nestorchronik (1067) und der Laurentiuschronik (1068). Kyrill von Turow erwähnte es ebenfalls.
Am Vorabend des Festes wurden Häuser mit grünen Zweigen und Linden- oder Ahornblättern geschmückt. In Kirchen wurde der Boden mit duftenden Gräsern, darunter Wermut, bedeckt. Grüne Zweige wurden auf den Feldern aufgestellt, um das wachsende Getreide vor Donner und bösen Geistern zu schützen und die Fruchtbarkeit zu sichern. Aus diesem Grund ist das Fest auch als „Grünes Fest“ bekannt. In manchen Regionen zogen die jungen Leute mit Fackeln über die Felder und knallten mit Peitschen, um böse Geister zu vertreiben. Mehrere Tage lang trafen sich junge Männer und Frauen auf den Feldern, meist zwischen Dörfern, zu Spielen. Die jungen Frauen sammelten Nahrungsmittel und trugen einen geschmückten Baum in den Wald oder zu einem Bach, wo sie tage- und nächtelang mit den jungen Männern herumtollten. Rusalija war ein Jugendfest, von dem Erwachsene, mit Ausnahme junger kinderloser Ehefrauen, ausgeschlossen waren. In einigen Regionen überlebte dieses heidnische Fest bis ins 20. Jahrhundert.
Im 17. und 18. Jahrhundert fanden während dieser Zeit Massenwallfahrten zu bestimmten Klöstern in der Westukraine statt. Ausländer nannten sie „Mädchenmärkte“, weil sich viele junge Paare während der Wallfahrten kennenlernten und heirateten. Auf diese Weise legitimierte die Kirche Volkstraditionen heidnischen Ursprungs. Zu den beliebtesten Ritualen gehörte es, Mädchen als Rusalken zu verkleiden, Kränze zu flechten, Gruppentänze zu tanzen und Lieder zu singen. Ein Junggeselle, der sich für ein Mädchen interessierte, pflanzte eine grüne Birke in ihren Garten. In der Region Prešov wird dieser Brauch noch immer gepflegt. Bis ins 18. Jahrhundert wählten in der Westukraine die Junggesellen eines Dorfes einen „Rusalka-Vogt“, der das Dorf drei Tage lang regierte.
Riten zur Ahnenverehrung waren ein integraler Bestandteil von Rusalija. In Wolhynien wurde am Rusalijasamstag ein siebengängiges Gedenkmahl abgehalten. Dem Volksglauben zufolge stiegen an diesem Tag die Seelen der Verstorbenen (Rusalken genannt) aus ihren Gräbern. Um ihre Gunst zu gewinnen, stellte man Essen und Getränke auf die Gräber. Man glaubte, dass die Rusalken am Rusalijadonnerstag die Flüsse verließen und eine Woche in den Wäldern und Feldern verbrachten, um nach tollkühnen Junggesellen zu suchen, die sie zu Tode kitzelten. In einigen Gegenden endete die Rusalijawoche mit Spielen oder einer Abschiedsprozession. Diese Rituale dienten dem ukrainischen Komponisten Mykola Leontowytsch als Inspiration für seine Oper Na russaltschyn welykden (Über Rusalka-Ostern).